# Malta na Letnich Igrzyskach Olimpijskich Młodzieży 2010
Maltę na Letnich Igrzyskach Olimpijskich Młodzieży 2010 w Singapurze reprezentowało 4 sportowców w 3 dyscyplinach.

## Skład kadry

### Judo
- Jeremy Saywell

### Lekkoatletyka
- Marija Sciberras
- Tamara Vella

### Pływanie
- Brigitte Rasmussen